# Horizon Europe
Horizon Europe est le programme-cadre de recherche et d'innovation de l'Union européenne qui succède au programme Horizon 2020. Il prend effet au 1er janvier 2021. La Commission européenne a élaboré et approuvé un plan pour Horizon Europe visant à augmenter les niveaux de dépenses de l'UE en sciences de 50 % entre 2021 et 2027.
À compter d'avril 2019, la Commission propose un budget de 94,1 milliards d'euros pour Horizon Europe contre 77 milliards d'euros pour le programme Horizon 2020 qui a pris fin au 31 décembre 2020.
Des observateurs indépendants prévoient que le financement final approuvé sera bien inférieur à la fin des longues négociations avec le Parlement européen et les États membres de l'Union européenne. Le commissaire européen Carlos Moedas, ainsi que de nombreux lobbies, ont tenté de faire pression pour un budget scientifique européen plus important. Afin de susciter un soutien politique en faveur de l’augmentation du budget, il compte utiliser les idées américaines de « moonshots » pour orienter les efforts de recherche et renforcer l’intérêt du public.
Le programme envisagé prévoit 100 milliards d'euros de dépenses en recherche et innovation pour les années 2021-2027. Sur cette somme, 2,4 milliards d'euros sont affectés au programme de recherche nucléaire Euratom et 3,6 milliards d'euros à un fonds d'investissement à compartiments multiples, appelé InvestEU. Après une inflation annuelle de 2 %, le financement d'Horizon Europe s'élève à 86,6 milliards d'euros en 2018.
Les membres les plus riches de l'UE ont exprimé leur opposition à l'augmentation du financement. Le Premier ministre néerlandais Mark Rutte a qualifié le projet de budget d'« inacceptable ».
Pour financer les 100 milliards d'euros consacrés à la science, le plan de la Commission préconise une réduction de 5 % des fonds alloués à l'agriculture et à la cohésion sociale. En outre, le plan vise à lier le financement à l'adhésion à la primauté du droit dans les États membres, y compris l'indépendance judiciaire.

## Objectifs généraux du programme
Le programme Horizon Europe vise à financer la recherche à travers une offre qui couvre la recherche fondamentale et ouverte (pilier 1 avec des appels blancs), des problématiques prioritaires (pilier 2 avec des clusters et des missions ciblées), et l'innovation et le transfert (pilier 3 avec l'éclaireur et l'accélérateur). Ce programme est destiné aux chercheurs des secteurs publics et privés, et comprend des subventions et des outils financiers spécifiques pour l'innovation (blended finance, subvention avec prise de capital). Le programme finance également la mobilité et la formation des chercheurs (pilier 1, Marie S. Curie) et les infrastructures de recherche (pilier 1).
Le programme est basé sur des appels à projets. La plupart des projets sont collaboratifs avec plusieurs partenaires issus de plusieurs pays membres de l'Union européenne. Les conditions de participation sont précisées dans chaque appel.
La Commission a mis en place plusieurs mesures afin de simplifier la gestion des fonds européens par les participants aux projets, dont la justification des dépenses.

## Calendrier des appels
Le programme démarre officiellement le 1er janvier 2021. Les appels à projets seront donc ouverts à partir de cette date, probablement au premier trimestre 2021. Toutefois, ils devraient être publiés par la Commission européenne dès le dernier trimestre 2020. Les candidats potentiels doivent donc rester attentifs dès septembre 2020. Le site français dédié à Horizon Europe indiquera les appels ouverts et à venir. En général le montage d'un projet européen prend plusieurs mois, il est donc nécessaire d'anticiper les appels en lisant les programmes de travail. En effet, ces programmes annoncent les appels bien avant leur ouverture officielle. Les programmes de travail sont publiés sur le site de la Commission européenne et explicités notamment sur le site français.

## Coopération internationale
Plusieurs pays ont signé un accord d'association pour participer au programme :
- Albanie (30 mai 2022)
- Arménie (11 février 2022)
- Bosnie-Herzégovine (11 janvier 2022)
- Canada (11 juillet 2024)
- Îles Féroé (24 mai 2022)
- Géorgie (12 janvier 2022)
- Islande (24 septembre 2021)
- Israël (6 décembre 2021)
- Kosovo (24 février 2022)
- Macédoine du Nord (10 décembre 2021)
- Moldavie (16 décembre 2021)
- Monténégro (6 décembre 2021)
- Norvège (24 septembre 2021)
- Nouvelle-Zélande (9 juillet 2023)
- Royaume-Uni (1er janvier 2024)[6]
- Serbie (6 décembre 2021)
- Tunisie (9 juin 2022)
- Turquie (18 novembre 2021)
- Ukraine (9 juin 2022)

Des accords d'association ont été signés avec les pays suivants et sont en cours de ratification (application provisoire) :
Des accords d'association ont été finalisés et doivent être signés avec les pays suivants :
- Corée du Sud
- Suisse

Les négociations sont en pause avec le pays suivant :
- Maroc

Les discussions exploratoires sont finalisées avec le pays suivant :
- Japon

Les discussions exploratoires sont ouvertes avec les pays suivants :
- Égypte
- Singapour